# Wirtschaftsgeschichte Panamas
Die Wirtschaftsgeschichte Panamas ist seit dem Beginn der Kolonisation mit dem Transportweg zwischen Atlantischem und Pazifischem Ozean über die Landenge verbunden. Der spanische Kolonialhandel wurde größtenteils hierüber abgewickelt, im 19. Jahrhundert wurden die Transporte durch eine Eisenbahnlinie erleichtert, und seit dem Beginn des 20. Jahrhunderts prägt der Panamakanal die Wirtschaft. Dies führte zu Wohlstand eines Teiles der Bevölkerung, während andere Bereiche zurückblieben. Schwankungen des Transportumfanges führten zu temporären Einbußen. Die Herrschaft von General Manuel Noriega (1973–1989) führte zu  einer massiven Verschuldung des Landes.

## Geschichte
Seit dem frühen 16. Jahrhundert bot Panamas geografische Lage dem Land einen komparativen Vorteil. Seit den frühesten Zeiten der Spanier wurden Gold und Silber aus Peru über die Landenge von Panama nach Spanien transportiert. Über die Häfen an beiden Küsten und den dazwischen liegenden Handelsweg wurde ein Großteil des spanischen Kolonialhandels abgewickelt, wovon die Einwohner der Hafenstädte profitierten. Das Land war für seinen Wohlstand und seine Einfuhren stets vom Welthandel abhängig. Der Landwirtschaft wurde bis zum 20. Jahrhundert nur wenig Aufmerksamkeit geschenkt, und bis in die 1980er Jahre hatte sie sich für den Großteil der Bevölkerung kaum über die indianischen Techniken hinaus entwickelt. Die Industrie entwickelte sich nur langsam, da die Warenströme aus Europa und später aus Nordamerika die lokale Produktion behinderten.
Panama war von der zyklischen Natur des internationalen Handels betroffen. Die Wirtschaft stagnierte im 18. Jahrhundert, als der koloniale Austausch über den Isthmus zurückging. In der Mitte des 19. Jahrhunderts erlebte Panamas Wirtschaft einen Aufschwung, der auf die Zunahme von Fracht und Passagieren im Zusammenhang mit dem kalifornischen Goldrausch zurückzuführen war. Eine 1855 fertiggestellte Eisenbahnlinie über den Isthmus verlängerte das Wirtschaftswachstum für etwa fünfzehn Jahre, bis die Fertigstellung der ersten transkontinentalen Eisenbahn in den Vereinigten Staaten zu einem Rückgang des trans-isthmischen Verkehrs führte.
Die Bemühungen Frankreichs um den Bau eines Kanals über die Landenge in den 1880er Jahren und die Bemühungen der Vereinigten Staaten zu Beginn des 20. Jahrhunderts kurbelten die panamaische Wirtschaft an. 1903 trennte sich Panama von Kolumbien und die Vereinigten Staaten übernahmen die Kontrolle über die Panamakanalzone, und bald darauf wurde durch eine Verfassungsbestimmung der US-Dollar als gesetzliches Zahlungsmittel für das Land eingeführt.
Die Vereinigten Staaten stellten den Kanal 1914 fertig, und der Verkehr auf dem Kanal nahm zwischen 1915 und 1930 um durchschnittlich 15 % pro Jahr zu. Der Aufschwung war in Panama-Stadt und Colón, den Endstädten des Kanals, deutlich zu spüren.
Die Weltwirtschaftskrise der 1930er Jahre führte jedoch zu einem Rückgang des internationalen Handels und des Kanalverkehrs, was zu einer weit verbreiteten Arbeitslosigkeit in den Endstädten und zu einer Abwanderung der Arbeiter in die Subsistenzlandwirtschaft führte. Während des Zweiten Weltkriegs nahm der Kanalverkehr nicht zu, aber die Wirtschaft boomte, da das Konvoisystem und die Anwesenheit der amerikanischen Streitkräfte, die zur Verteidigung des Kanals entsandt wurden, die ausländischen Ausgaben in den Kanalstädten erhöhten. Nach dem Ende des Krieges folgte eine wirtschaftliche Depression und eine weitere Abwanderung von Arbeitslosen in die Landwirtschaft. Die Regierung initiierte ein bescheidenes öffentliches Arbeitsprogramm, führte Preisstützungen für wichtige Feldfrüchte ein und erhöhte den Schutz für ausgewählte landwirtschaftliche und industrielle Produkte.
Die Nachkriegsdepression wich einer raschen wirtschaftlichen Expansion zwischen 1950 und 1970, als das BIP um durchschnittlich 6,4 % pro Jahr stieg, eine der höchsten anhaltenden Wachstumsraten der Welt. Alle Sektoren trugen zu diesem Wachstum bei. Die landwirtschaftliche Produktion nahm zu, begünstigt durch verstärkte Fischereiaktivitäten (insbesondere Garnelen), die Entwicklung einer hochwertigen Obst- und Gemüseproduktion und die rasche Zunahme der Bananenexporte, nachdem krankheitsresistente Bäume gepflanzt worden waren. Der Handel entwickelte sich zu einem relativ hoch entwickelten Groß- und Einzelhandelssystem. Das Bankwesen, der Tourismus und der Export von Dienstleistungen in die Kanalzone nahmen rasch zu. Vor allem die Zunahme des Welthandels war ein wichtiger Anreiz für die Nutzung des Kanals und für die Wirtschaft.

## 1970–2009
In den 1970er und 1980er Jahren schwankte das Wachstum Panamas mit den Unwägbarkeiten der Weltwirtschaft. Nach 1973 verlangsamte sich das Wirtschaftswachstum aufgrund einer Reihe internationaler und inländischer Faktoren erheblich. Das reale BIP-Wachstum lag zwischen 1973 und 1979 bei durchschnittlich 3,5 % pro Jahr. In den frühen 1980er Jahren erholte sich die Wirtschaft mit BIP-Wachstumsraten von 15,4 % im Jahr 1980, 4,2 % im Jahr 1981 und 5,6 % im Jahr 1982. Die akute Rezession in Lateinamerika nach 1982 wirkte sich jedoch verheerend auf die Wirtschaft Panamas aus. Das BIP-Wachstum betrug 1983 nur 0,4 %, 1984 jedoch −0,4 %.
Dieser Zeitraum fiel mit dem Machtantritt von General Manuel Noriega zusammen, in dessen Verlauf sich Panama zunehmend verschuldete und 1986 allein dem IWF 284 Mio. SZR (360 Mio. US$) schuldete, was 278 % seiner Quote entsprach. Dies führte dazu, dass der IWF ein Anpassungsprogramm auferlegte, das durch eine IWF-Bereitschaftskreditvereinbarung in den Jahren 1985–1987 unterstützt wurde, während sich die Wirtschaft etwas erholte. 1985 erlebte Panama einen wirtschaftlichen Aufschwung mit einem BIP-Wachstum von 4,1 %. Die entsprechende Zahl für 1986 wurde auf 2,8 % geschätzt.
Die Vereinigten Staaten begannen, Noriega wegen der Förderung eines Drogenstaates in Panama zu verfolgen, was in Sanktionen gipfelte, die das Vermögen Panamas in den Vereinigten Staaten einfroren, und da Panama den US-Dollar verwendete, war es gezwungen, seine IWF-Schulden am 28. Dezember 1987 zu begleichen. Zu den wirtschaftlichen Turbulenzen im Land gehörten ein Generalstreik und ein zweimonatiger Zusammenbruch des Bankensystems. Am Tag vor der IWF-Tagung im November 1988 leistete Panama eine symbolische Zahlung, aber die Situation entspannte sich erst 1989. Die Präsidentschaftswahlen im Mai 1989 wurden von der internationalen Gemeinschaft als Betrug verurteilt, und der IWF begann, angesichts der zunehmenden Zahlungsrückstände Panamas, die inzwischen 121 Mio. SZR (150 Mio. US$) erreicht hatten, ungeduldig zu werden.
Die Vereinigten Staaten und Deutschland setzten am 30. Juni 1989 eine Resolution durch, die Panama für weitere Unterstützung durch den IWF ausschloss. Die Vereinigten Staaten marschierten im Dezember 1989 in Panama ein und erzwangen die Kapitulation von Noriega. Im April 1990 schuldete Panama dem IWF noch immer 181,5 Mio. SZR (~ 230 Mio. USD), aber am 2. Mai 1992 erhielt das Land wieder Zugang zu IWF-Mitteln.
Nach seinem Amtsantritt 1994 leitete Präsident Ernesto Perez Balladares ein wirtschaftliches Liberalisierungsprogramm ein, das darauf abzielte, das Handelsregime zu liberalisieren, ausländische Investitionen anzuziehen, staatliche Unternehmen zu privatisieren, Steuerdisziplin einzuführen, 1997 die beiden Häfen zu privatisieren und den Verkauf der Eisenbahn zu Beginn des Jahres zu genehmigen. Panama trat der Welthandelsorganisation (WTO) bei, und Anfang 1998 verabschiedete der Gesetzgeber ein Gesetz zur Bankenreform, mit dem die Zentralbank aufgelöst wurde. Nach zwei Jahren der Beinahe-Stagnation begannen die Reformen zu greifen, und das BIP wuchs 1997 um 3,6 % und 1998 um mehr als 6 %. Die wichtigsten Sektoren, die das Wachstum antrieben, waren der Panamakanal und die Schifffahrts- und Hafenaktivitäten der Freihandelszone Colón, die sich nach einem schwachen Jahr 1996 ebenfalls erholten.
Am 1. September 1999 trat Mireya Moscoso, die Witwe des ehemaligen Präsidenten Arnulfo Arias Madrid, ihr Amt an. Während ihrer Amtszeit bemühte sich Moscoso um eine Stärkung der Sozialprogramme, insbesondere für die Entwicklung von Kindern und Jugendlichen, den Schutz und die allgemeine Wohlfahrt. Die Regierung Moscoso wickelte den Transfer des Panamakanals erfolgreich ab und war bei der Verwaltung des Kanals effektiv.
Martin Torrijos von der PRD gewann 2004 die Präsidentschaft und die legislative Mehrheit in der Nationalversammlung. Unter Torrijos setzte Panama sein starkes Wirtschaftswachstum fort und initiierte das Projekt zur Erweiterung des Panamakanals, das 2007 begann und am 26. Juni 2016 für den kommerziellen Verkehr geöffnet wurde. Die Kosten beliefen sich auf 5,25 Milliarden US-Dollar – etwa 25 % des aktuellen BIP. Durch den Ausbau des Kanals wurde die Kapazität der Wasserstraße verdoppelt, so dass Post-Panamax-Schiffe aufgenommen werden können, die für die Durchquerung des Ozeans zu groß waren, und es wird erwartet, dass dies zur Senkung der hohen Arbeitslosigkeit beitragen wird. Dank der starken Wirtschaftsleistung konnte die nationale Armutsquote 2008 auf 29 % gesenkt werden.

Im Jahr 2008 wies Panama die zweitgrößte Ungleichheit bei der Einkommensverteilung in Lateinamerika auf. Die Regierung Torrijos führte Steuerreformen sowie Reformen der sozialen Sicherheit durch und unterstützte regionale Handelsabkommen und die Entwicklung des Tourismus. 
Panama, welches das CAFTA-Abkommen nicht unterzeichnet hat, handelte im Dezember 2006 eigenständig ein Freihandelsabkommen mit den USA aus, das nach seiner Umsetzung das Wirtschaftswachstum des Landes fördern dürfte.
Im Mai 2009 wurde Ricardo Martinelli zum Präsidenten gewählt und versprach, den Freihandel zu fördern, ein U-Bahn-System mit geschätzten Kosten von 1,0 Milliarden Dollar zu errichten, das Gesundheitssystem zu reformieren und den Erweiterungsplan für den Panamakanal fertigzustellen. Martinelli betonte auch, wie wichtig es sei, Panama in eine „sicherere, moderne und solidarische“ Nation zu verwandeln, die sich der Verbesserung der Lebensbedingungen ihrer Bevölkerung durch eine effiziente und rechenschaftspflichtige Regierungsführung widmet.

## Wirtschaftswunder 2009–2019
Seit 2009 hat Panama eine beeindruckende wirtschaftliche Entwicklung erlebt, die das Land zu einem der wachstumsstärksten in Lateinamerika machte. Unter der Präsidentschaft von Ricardo Martinelli, die bis 2014 dauerte, expandierte die panamaische Wirtschaft durchschnittlich um 6,7 % pro Jahr. Die Wirtschaft profitierte erheblich von ausländischen Direktinvestitionen, die 2013 um 29 % im Vergleich zum Vorjahr wuchsen.
Sein Nachfolger, Juan Carlos Varela, der von 2014 bis 2019 amtierte, leitete eine diplomatische Annäherung Panamas an die Volksrepublik China ein, was zu verstärkten chinesischen Investitionen führte. Unter Valera erlebte Panama also ein weiteres starkes Wirtschaftswachstum von 4,5 % pro Jahr.
2019 übernahm Laurentino Cortizo das Amt des Präsidenten. Seine Regierung konzentrierte sich auf die wirtschaftliche Erholung von der Covid-19-Pandemie und setzte ein 125-Punkte-Programm um, das öffentliche Arbeiten und Infrastrukturprojekte zur Ankurbelung der Wirtschaft betonte. Von 2020 bis 2021 konnte Panama nur ein Wachstum von 1,3 % aufgrund der Corona-Pandemie verzeichnen.
Trotz des beeindruckenden Wirtschaftswachstums blieb die Ungleichheit in Panama groß. Das Land zeigte zwei Gesichter: Während Panama-Stadt immer mehr internationalen Metropolen wie Miami oder Singapur glich, herrschte in peripheren Gebieten und bei der indigenen Bevölkerung weiterhin Armut. Fast ein Viertel der Bevölkerung lebte unterhalb der Armutsgrenze, und die Einkommensungleichheit zählte zu den höchsten weltweit.